# Rai Radio Tutta Italiana
Rai Radio Tutta Italiana è il primo canale radio della Rai completamente dedicato alla musica italiana.
Rai Radio TuttaItaliana, il cui responsabile è Gianmaurizio Foderaro, fa parte della Direzione Rai "Radio digitali specializzate e podcast", il cui Direttore è Marco Lanzarone. Si può ascoltare su Rai Play Sound, sulle radio digitali Dab e sui televisori con digitale terrestre o satellite.
I jingle in uso dal 12 giugno 2017 sono stati composti da Massimiliano Gangalanti.

## Palinsesto
Dal 2012 al 2017 il canale trasmetteva una sequenza di brani di musica leggera per 24 ore al giorno senza produrre programmi propri: accanto alla canzone italiana d'autore, alla musica pop internazionale e ai grandi successi rock, era possibile ascoltare anche una rubrica serale di 90 minuti riservata interamente alla musica jazz.
Dal 12 giugno 2017, in un'ottica di rinnovamento delle reti radiofoniche, il canale cambia nome in Rai Radio TuttaItaliana, passando a una programmazione totalmente incentrata sulla musica leggera italiana.
Dal 12 novembre 2018 al 9 marzo 2020 il canale ha trasmesso il GR Tutta Italiana, notiziario tematico curato dalla redazione giornalistica di Rai Radio 1 Digital e condotto da Stefano Grossi e Pino Guglielmo.
Dal 5 dicembre 2022 trasmette in diretta, in simulcast con Rai 2 e Rai Play, il programma Viva Rai2! condotto da Fiorello in onda dal lunedì al venerdì dalle 7.15 alle 8.00.
Dal mese di Aprile 2023 trasmette in diretta, il programma quotidiano Mattina Italiana condotto da Julian Borghesan e Manila Nazzaro in onda dal lunedì al venerdì dalle 8:30 alle 9.45, con la versione del weekend di Sara Lucarini. Il drive time del pomeriggio è invece affidato a Giulia Teri con Giulia Teri e oggi dalle 17:00 alle 19:00.

## Diffusione
Rai Radio Tutta Italiana è trasmessa in filodiffusione in alcune città italiane (è l'ex Quarto Canale), sul satellite Eutelsat Hotbird 13° est, su internet e sul DAB nonché in simulcast in FM sulle frequenze di GrParlamento. Fino al 2020, dalle 19:35 fino alle 7:00 la musica di Radio Tutta Italiana veniva ripresa da Rai Radio Trst A, emittente radiofonica in lingua slovena realizzata da Rai Friuli-Venezia Giulia, nella sede regionale di Trieste, per la minoranza slovena presente in regione. L'emittente continua ad essere ricevibile in FM sulle frequenze di Rai GrParlamento quando non trasmette i propri programmi.
Il canale veniva inizialmente chiamato "Quarto Canale della Filodiffusione" (i primi tre erano le tre Radio Rai, mentre il Quinto era l'attuale Rai Radio3 Classica); verso la fine degli anni 2010 viene cambiato in FD Leggera e con il restyling del 18 maggio 2010 che ha visto cambiare tutti i loghi dei canali Rai, la rete assume il nome di Rai Radio FD4 ed il 3 agosto 2015 viene rinominata in Rai Radio 4 Light.
Il 14 settembre 2015 Rai Radio 4 Light, assieme a Rai Radio 5 Classica, Rai Isoradio e Rai Gr Parlamento, viene eliminato dal digitale terrestre e prosegue così le sue trasmissioni in filodiffusione, su internet, sul satellite, sul DAB e in simulcast FM, salvo farne ritorno il 21 settembre 2015.
Dal 6 giugno 2017 torna nuovamente disponibile sul digitale terrestre insieme a Rai Radio 6 Teca, Rai Radio 7 Live e Rai Radio 8 Opera.
Dal 12 giugno 2017 la radio cambia format e diventa Rai Radio Tutta Italiana.
Dal 17 luglio 2017 viene trasmessa su Rai Gr Parlamento nei momenti in cui non vengono trasmessi programmi politici o d'informazione.
Il 20 ottobre 2021, in seguito allo spegnimento del RAI Mux 2, non è più disponibile sul digitale terrestre.

## Loghi

2000 - 18 maggio 2010
18 maggio 2010 - 3 agosto 2015
3 agosto 2015 - 12 giugno 2017
In uso dal 12 giugno 2017